# 山崎蒸餾所
山崎蒸溜所是三得利酒业的一家威士忌酒厂，位于日本大阪府三岛郡岛本町。该酒厂生产公司的旗舰单一麦芽威士忌“山崎”，还生产山崎酒桶陈酿威士忌，这种威士忌只在酒厂和网上销售。

## 图集

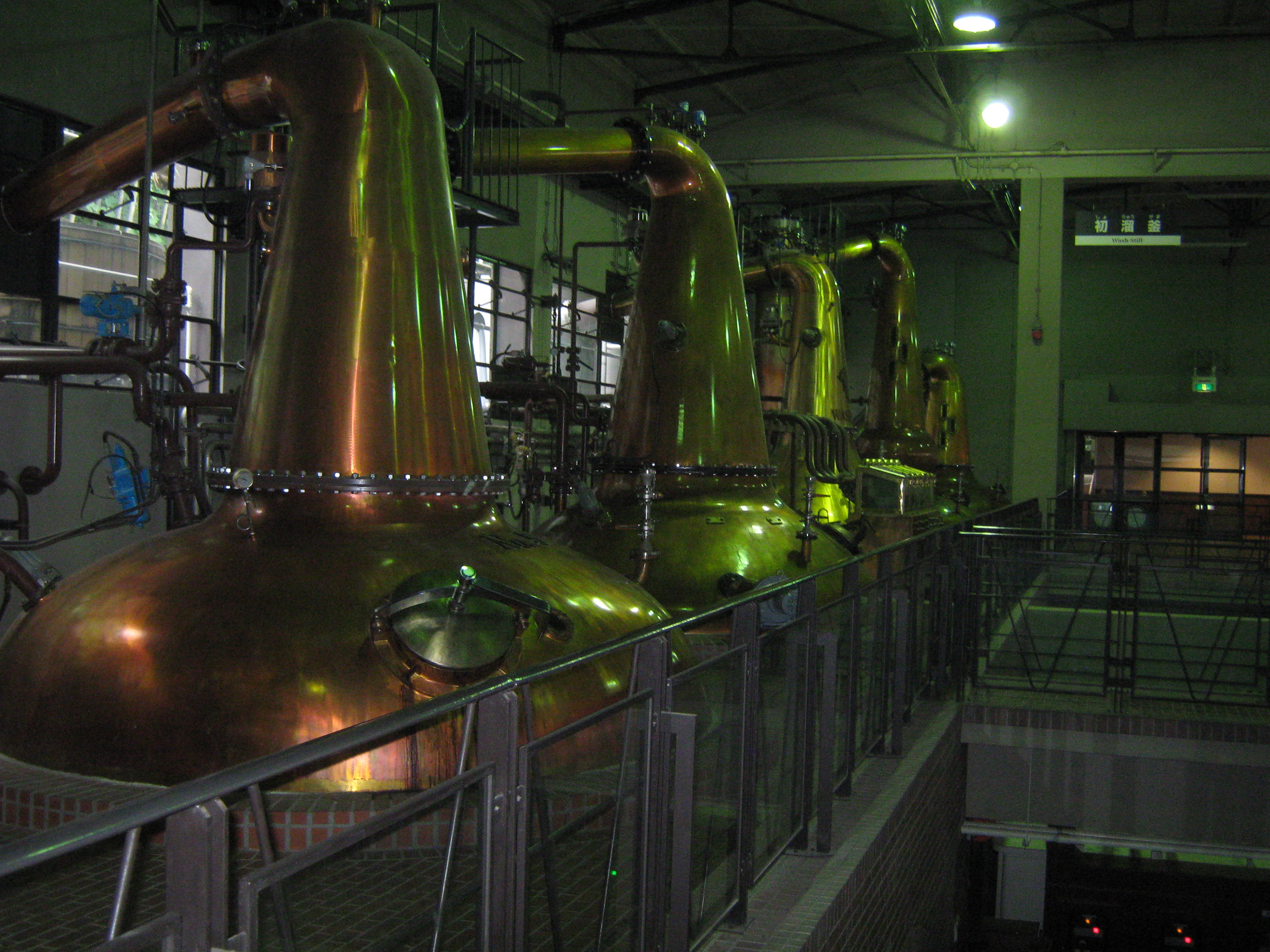
蒸溜釜
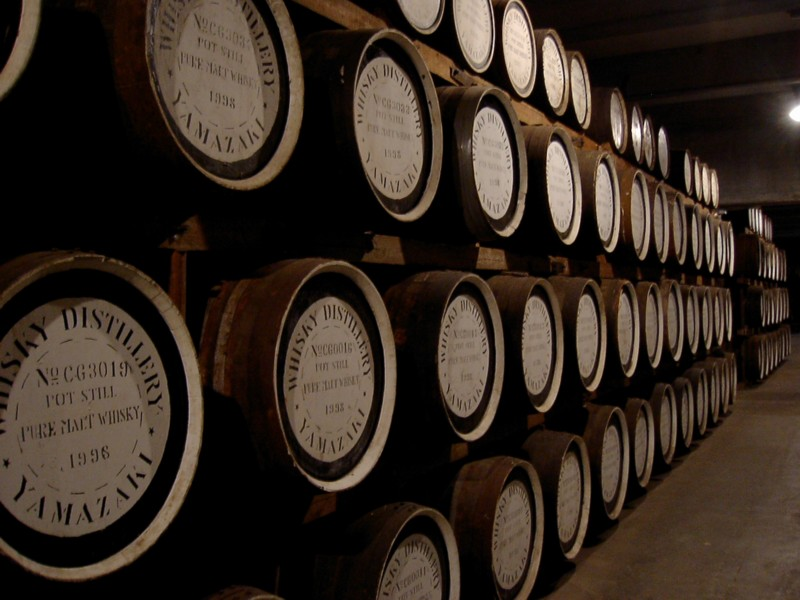
山崎蒸溜所的熟成庫
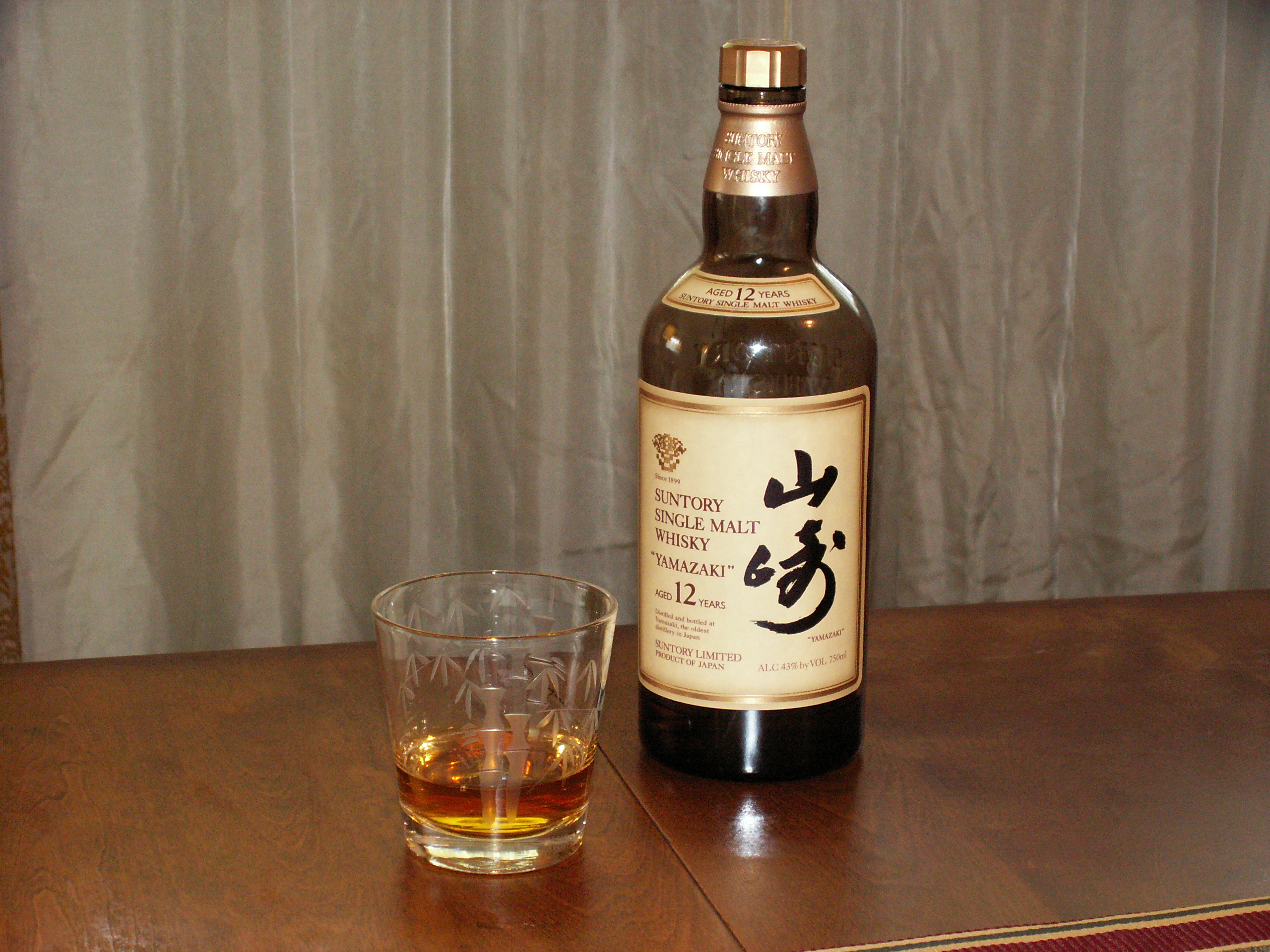
山崎
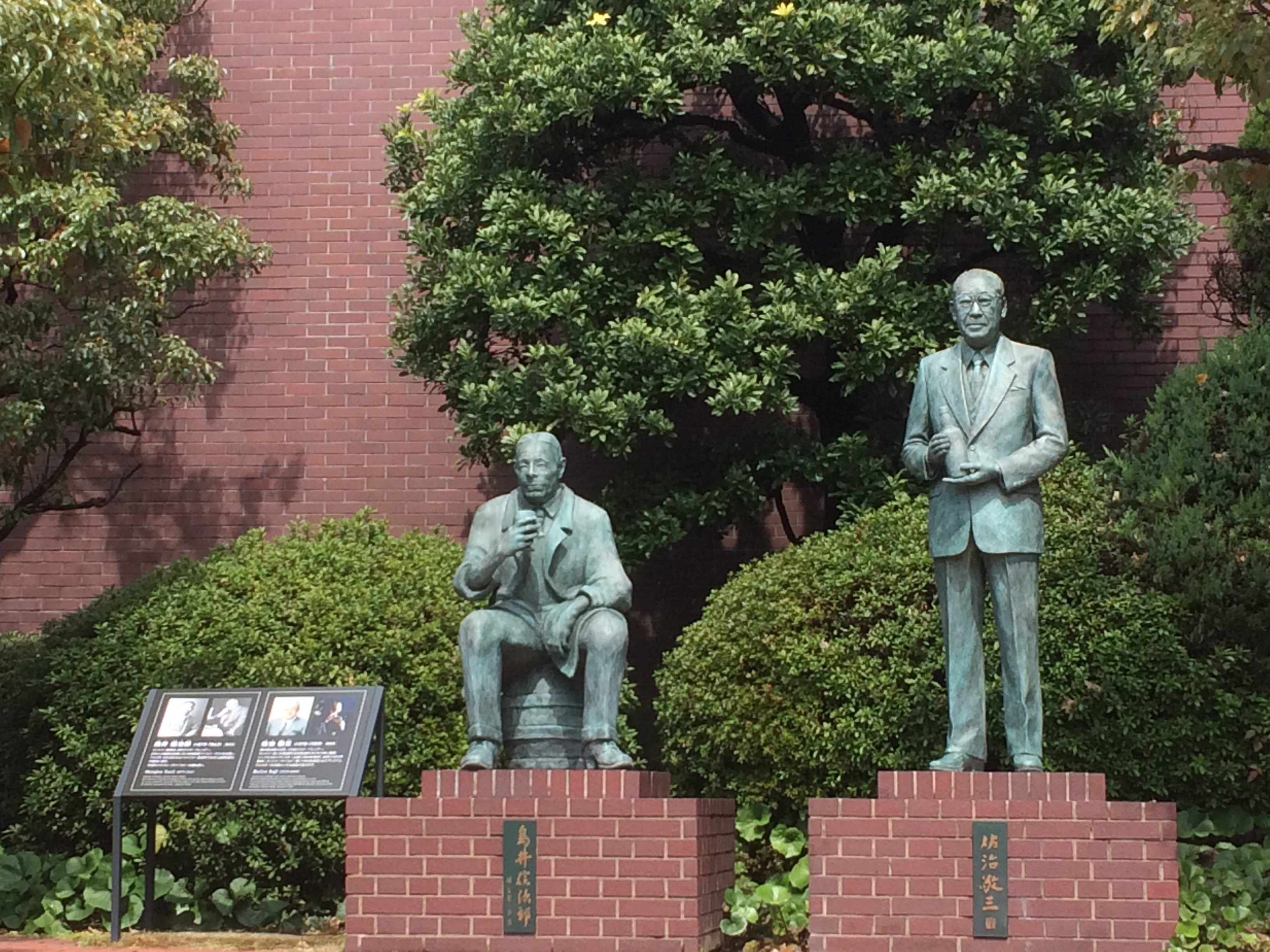
鳥井信治郎・佐治敬三像
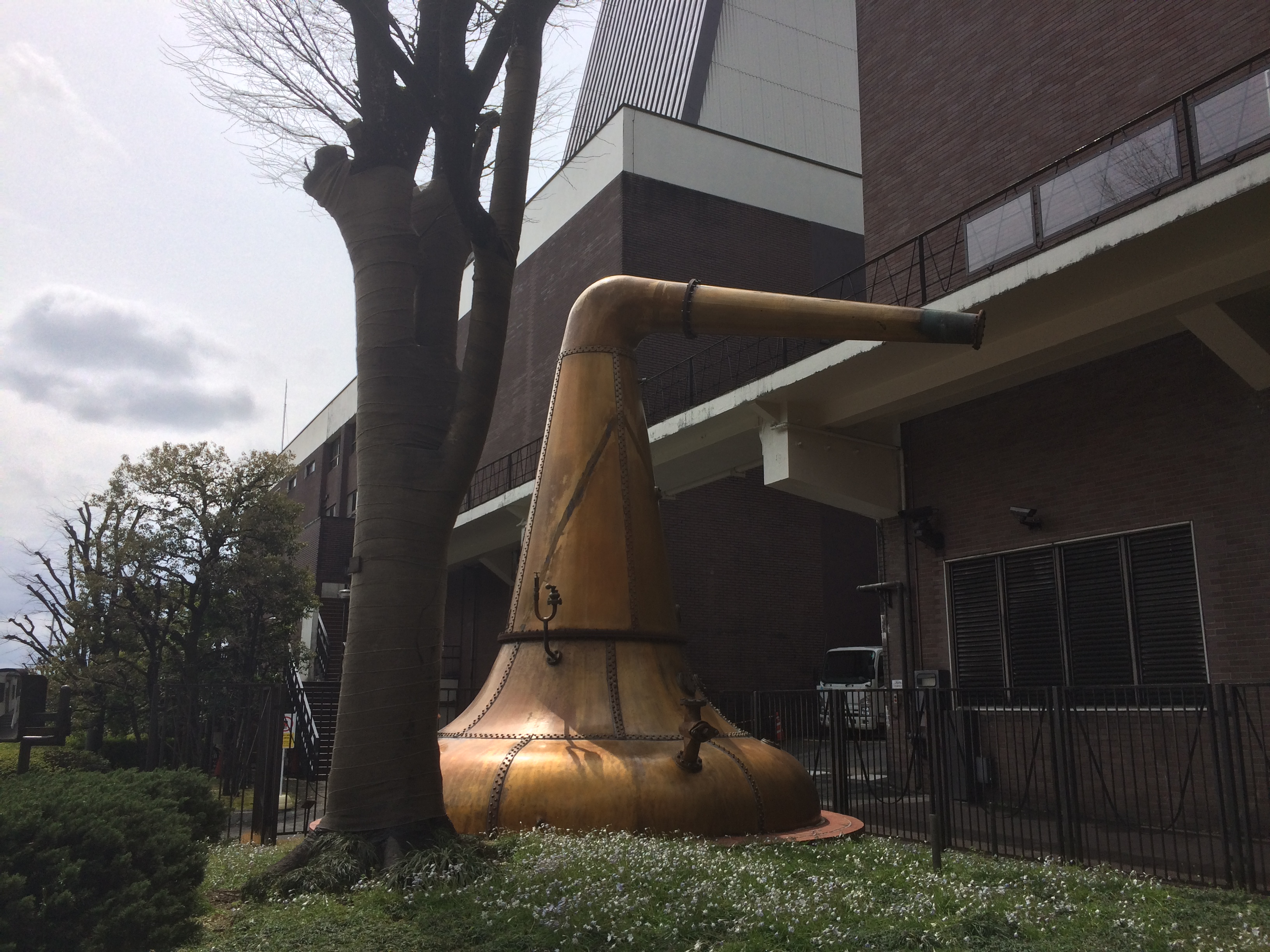
蒸溜釜
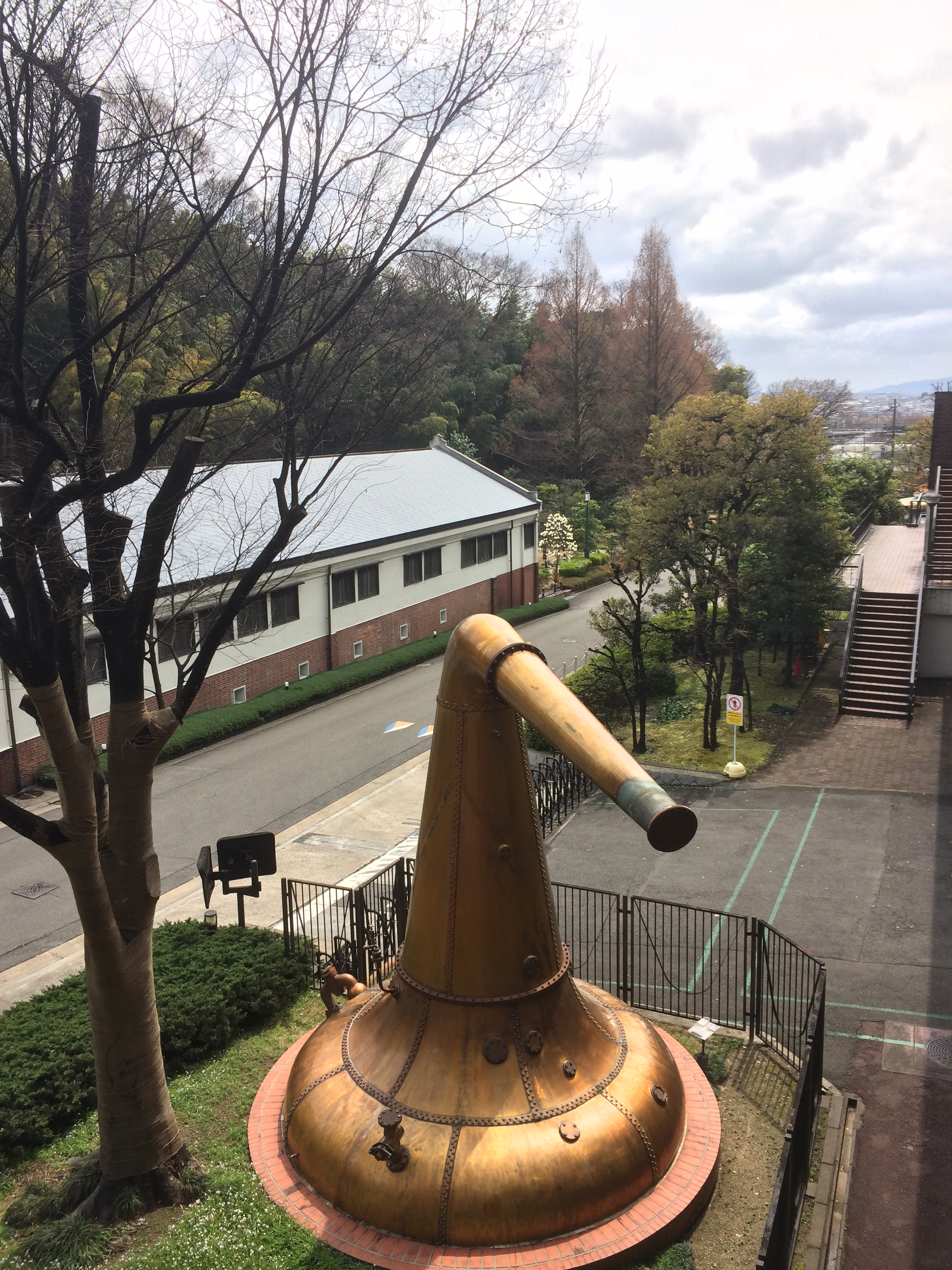
蒸溜釜
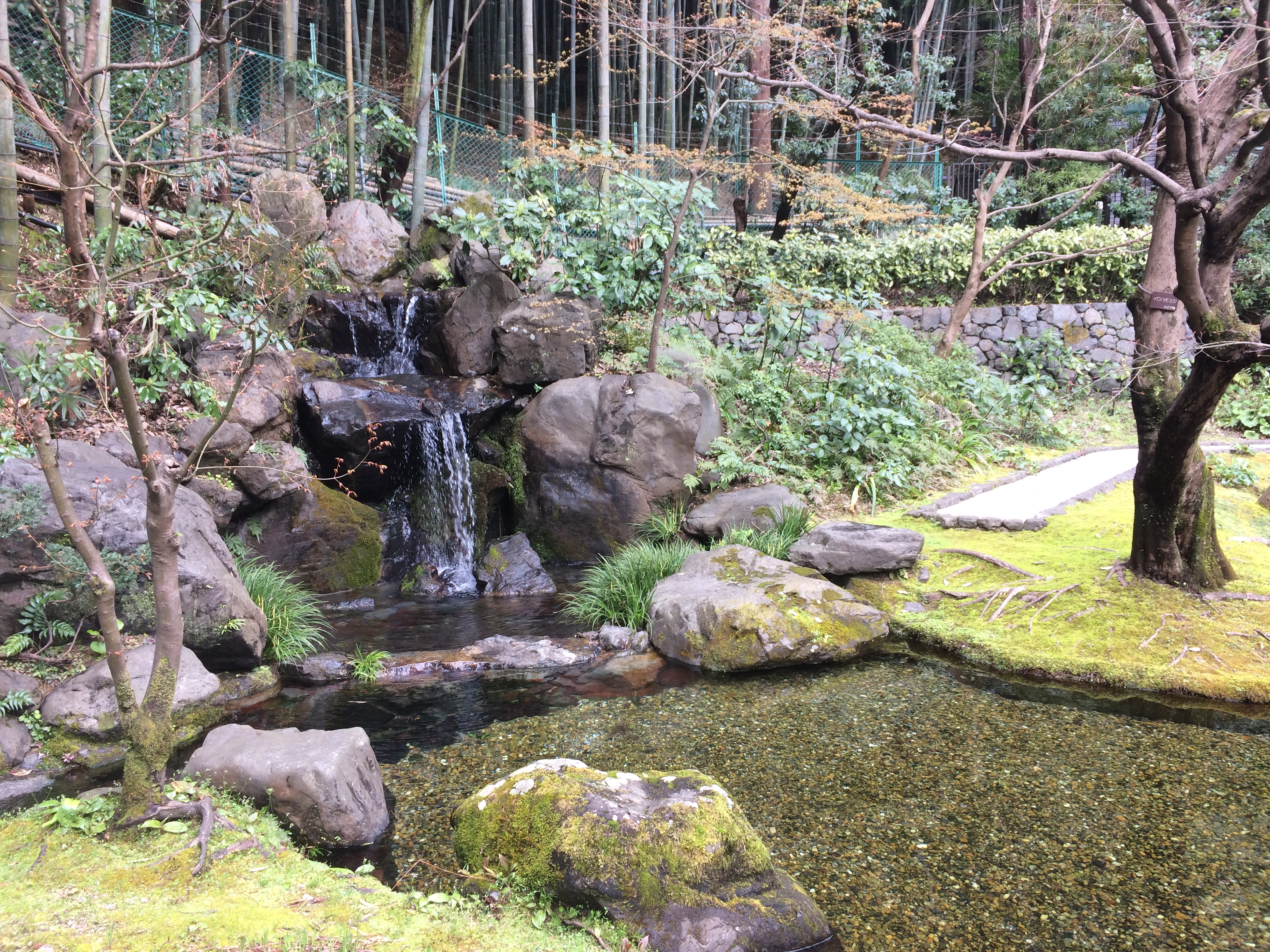
熟成庫裏的庭園

## 関連項目
- 白州蒸溜所
- 知多蒸溜所
- 名神高速道路